# Jan Jacobsen
Pour les articles homonymes, voir Jacobsen.
Jan Jacobsen (1588-1622) était un commandant de la marine flamande et corsaire dunkerquois pendant la guerre de Quatre-Vingts Ans. Il est devenu un héros posthume quand, après avoir combattu une flotte ennemie pendant plus de 13 heures, il détruit son propre navire, plutôt que de se rendre.

## Biographie
Il était le fils de l'amiral Michel Jacobsen et de sa femme Laurence Weus, épousée en 1587, fille du vice-amiral Cornil Weus. Une ses sœurs va épouser un membre de la famille Bart dont descendra Jean-Bart, dont Jan est ainsi le grand-oncle.
Le 3 octobre 1622, Jacobsen est parti d'Ostende, lors de sa première expédition, en tant que capitaine de l'une des frégates du roi Philippe IV d'Espagne, nommée Saint Vincent. Son navire faisait partie d'une flottille de trois navires, avec l'intention de localiser le convoi Baltique néerlandais, accompagné par des corsaires espagnols, Pedro de la Plesa et Juan Garcia. Jacobsen n'a pas échappé aux navires néerlandais patrouillant au large de la côte flamande et fut bientôt mêlé dans une bataille avec neuf navires de guerre néerlandais. Cette bataille a duré 13 heures. Abandonné par les deux autres navires de l'escadre, il a détruit deux navires, avant de finalement se faire battre.
Les Néerlandais ont demandé à Jacobsen de se rendre, mais, plutôt que de laisser l'un des vaisseaux du roi tomber dans les mains de l'ennemi, il a fait exploser son bateau avec la poudre qu'il contenait. Ce faisant, il a paralysé les deux navires hollandais qui se trouvaient alors à proximité, et a causé des pertes considérables d'hommes. Au départ, ce devait être lui qui devait mettre le feu à la poudre, mais il fut touché à la cuisse, et demanda alors à un de ses hommes de faire exploser le navire. 170 hommes de son équipage ont survécu, mais se sont fait pendre par la suite, malgré la promesse de vie sauve, sauf deux jeunes gens épargnés en raison de leur âge, dont Cornille Jacobsen ci-dessous
L'événement a été rapporté dans pratiquement tous les journaux contemporains, tels que la Nieuwe Tijdinghen, imprimé à Anvers, et beaucoup d'hommes ont comparé Jacobsen à Samson.
Cornille Jacobsen, 16 ans, matelot sur son navire, rescapé de l'aventure, fait prisonnier par les Hollandais, une fois libéré le 26 janvier 1623, fait à la demande de la veuve du corsaire, une attestation après serment solennel devant le magistrat de Dunkerque, sur le déroulement des faits et l'attitude héroïque de Jan Jacobsen. Cette déclaration est corroborée par un autre témoin des évènements le 30 mai 1623. En représailles, la ville de Dunkerque a fait pendre 30 prisonniers hollandais et armer de nouveaux navires pour poursuivre la lutte.
En octobre 1622, une chanson en langue flamande a été composée et imprimée à Dunkerque pour célébrer son exploit.

## Mariage et descendance
Jean Jacobsen avait épousé le 30 janvier 1618 Marie de Meulenaer, fille de Jean.
Jean Jacobsen  a eu une fille Laurence Jacobsen  qui épouse François Vanhoutte puis Philippe de Corbehem.